# Ken'ichi Hagiwara
Ken'ichi Hagiwara (萩原健一, Hagiwara Ken'ichi), né le 25 juillet 1950 à Yono et mort le 26 mars 2019 à Tokyo, est un acteur et chanteur japonais. Son vrai nom est Keizo Hagiwara (萩原敬三, Hagiwara Keizo).

## Biographie
Ken'ichi Hagiwara, surnommé « Shōken », fait ses débuts en 1967 en tant que chanteur dans le groupe The Tempers (ja). Après la dissolution du groupe en 1970, sa performance remarquée dans Le Rendez-vous (1972) de Kōichi Saitō lance sa carrière d'acteur.
Ken'ichi Hagiwara a tourné dans une quarantaine de films au cinéma entre 1969 et 2013,, ainsi qu'à la télévision dans des séries populaires comme Taiyō ni hoero!, Kizudarake no tenshi et Zenryaku Ofukuro-sama.
Il meurt le 26 mars 2019 dans un hôpital de Tokyo des suites d'une tumeur stromale gastro-intestinale.
Il a été marié à l'actrice Ayumi Ishida de 1980 à 1984.

## Filmographie partielle

### Au cinéma
- 1969 : Za tenputāzu: Namida no ato ni hohoemi o (ザ・テンプターズ 涙のあとに微笑みを?) de Seiichirō Uchikawa (ja)
- 1971 : Memai (めまい?) de Kōichi Saitō
- 1972 : Le Rendez-vous (約束, Yakusoku?) de Kōichi Saitō : le voleur
- 1973 : Errances (股旅, Matatabi?) de Kon Ichikawa
- 1973 : Kaseki no mori (化石の森?) de Masahiro Shinoda
- 1974 : Bitterness of Youth (青春の蹉跌, Seishun no satetsu?) de Tatsumi Kumashiro : Ken'ichiro Eto
- 1975 : Ame no Amsterdam (雨のアムステルダム?) de Koreyoshi Kurahara
- 1975 : Africa no hikari (アフリカの光, Africa no hikari?) de Tatsumi Kumashiro
- 1977 : Yatsuhaka-mura (八つ墓村?) de Yoshitarō Nomura
- 1979 : Sono go no jingi naki tatakai (その後の仁義なき戦い?) d'Eiichi Kudō
- 1980 : Kagemusha, l'ombre du guerrier (影武者, Kagemusha?) d'Akira Kurosawa : Takeda Katsuyori
- 1983 : La Rivière du retour (もどり川, Modori-gawa?) de Tatsumi Kumashiro
- 1982 : Yūkai hōdō (誘拐報道?) de Shun'ya Itō : Kazuo Furuya
- 1985 : Capone Cries a Lot (カポネ大いに泣く, Kapone ōi ni naku?) de Seijun Suzuki
- 1985 : Seburi monogatari (瀬降り物語?) de Sadao Nakajima : Hajime Kinoshita
- 1985 : Koibumi (恋文?) de Tatsumi Kumashiro
- 1987 : Yogisha (夜汽車?) de Kōsaku Yamashita : Masahiko Tamura
- 1987 : Ryōma o kitta otoko (竜馬を斬った男?) de Kōsaku Yamashita
- 1989 : Four Days of Snow and Blood (226, Ni ni roku?) de Hideo Gosha : Shiro Nonaka
- 1992 : Un jour étincelant (いつかギラギラする日, Itsuka giragira suru hi?) de Kinji Fukasaku
- 1994 : Ghost Pub (居酒屋ゆうれい, Izakaya yūrei?) de Takayoshi Watanabe (ja) : Sotaro
- 2001 : Desert Moon (月の砂漠, Tsuki no sabaku?) de Shinji Aoyama : le patron de Keechie
- 2009 : Tajomaru de Hiroyuki Nakano
- 2013 : Natsuyasumi no chizu (夏休みの地図?) de Kenta Fukasaku

### À la télévision
- 1972-1973 : Taiyō ni hoero! (太陽にほえろ!?) : Hayami
- 1974-1975 : Kizudarake no tenshi (傷だらけの天使?)
- 1975-1976 : Zenryaku Ofukuro-sama (前略おふくろ様?)

## Distinctions

### Récompenses
- 1975 : prix Kinema Junpō du meilleur acteur pour Bitterness of Youth[5],[6]
- 1994 : Hōchi Film Award du meilleur acteur pour Ghost Pub[7]

### Nominations
- 1983 : prix du meilleur acteur pour Piège pour un kidnapper aux Japan Academy Prize[8]
- 1986 : prix du meilleur acteur pour Koibumi, Capone Cries a Lot et Seburi monogatari aux Japan Academy Prize[8]